# Dear Happy
Dear Happy è il terzo album in studio della cantante britannica Gabrielle Aplin, pubblicato il 17 gennaio 2020.

## Tracce
1. Until the Sun Comes Up – 3:10
2. Invisible – 3:55
3. One of Those Days – 4:03
4. Kintsugi – 2:56
5. Strange – 2:43
6. My Mistake – 4:25
7. Like You Say You Do – 3:07
8. Losing Me (with JP Cooper) – 3:01
9. So Far So Good – 3:18
10. Nothing Really Matters – 2:44
11. Magic – 4:05
12. Love Back – 2:46
13. Miss You – 3:17
14. Dear Happy – 3:21